# Paulos Faraj Rahho
Paulos Faraj (Faradża) Rahho (j. arab. بولص فرج رحو)  (ur. 20 listopada 1942 w Mosulu, zm. 13 marca 2008) – iracki duchowny katolicki, chaldejski arcybiskup Mosulu. 

## Życiorys
Święcenia kapłańskie przyjął 10 czerwca 1965. Był m.in. ojcem duchownym stowarzyszenia Carità e Gioia, skupiającego osoby niepełnosprawne.
12 stycznia 2001 Synod Kościoła Chaldejskiego wybrał go archieparchą Mosulu. Wybór został potwierdzony cztery dni później przez papieża Jana Pawła II. Sakry biskupiej udzielił mu 16 lutego tegoż roku ówczesny patriarcha Babilonu, Rafael I BiDawid.

## Uprowadzenie i śmierć
Został uprowadzony w drodze do domu 29 lutego 2008 roku, porywacze zamordowali kierowcę oraz dwóch ochroniarzy arcybiskupa. Duchowny tuż przed zdarzeniem odprawiał Drogę Krzyżową. Według informacji podanych przez iracką prasę, porywacze zażądali miliona dolarów okupu za uwolnienie arcybiskupa. 
12 marca porywacze poinformowali o tym, że duchowny źle się czuje. Następnego dnia powiadomili o jego zgonie i podali wskazówki, gdzie znajduje się ciało arcybiskupa Raho. Ciało zostało odnalezione we wskazanym miejscu, o śmierci duchownego poinformował biskup pomocniczy Patriarchatu Babilonii Shlemon Warduni. W specjalnym telegramie papież Benedykt XVI potępił porywaczy, piszący między innymi „zdecydowane potępienie aktu nieludzkiej przemocy, która obraża godność istoty ludzkiej i poważnie szkodzi sprawie braterskiej koegzystencji umiłowanego narodu irackiego. Zapewniając o żarliwej modlitwie za duszę gorliwego pasterza, uprowadzonego po nabożeństwie Drogi Krzyżowej, proszę Boga o Jego miłosierdzie, ażeby to tragiczne zdarzenie służyło budowie na umęczonej ziemi Iraku pokojowej przyszłości”.
Według informacji podanych przez iracką telewizję na ciele duchownego nie odnaleziono śladów tortur ani postrzału.